# Aerostatyka
Aerostatyka – dział mechaniki płynów zajmujący się badaniem stanu równowagi gazów z uwzględnieniem sił grawitacji i bezwładności oraz zanurzonych w nich nieporuszających się lub poruszających się bardzo wolno ciał stałych. 
Główne zagadnienia aerostatyki:
- Kinetyczna teoria gazów
  - Gaz doskonały
  - Gaz rzeczywisty
  - Równanie van der Waalsa
  - Wirialne równanie stanu
- Ciśnienie gazu
- Gęstość gazów
- Dyfuzja gazów
- Aerostat